# روزهای سگی (فیلم ۲۰۱۸)
روزهای سگی (به انگلیسی: Dog Days)، یک فیلم در ژانر کمدی رمانتیک به کارگردانی کن مارینو و محصول سال ۲۰۱۸ ایالت متحده آمریکا است. نینا دوبرو، ونسا هاجنز، اوا لونگوریا، فین ولفهارد، توماس لنون، آدام پالی، رایان هانسن و راب کوردری از جمله بازیگران فیلم هستند.
روزهای سگی در تاریخ ۸ اوت ۲۰۱۸ توسط ال‌دی انترتیمنت به صورت جهانی اکران شد.

## داستان
در لس‌آنجلس، کالیفرنیا، زندگی وسرنوشت پنج شخصیت به‌وسیله سگ‌های خانگی‌شان به هم پیوند می‌خورد.

## بازیگران
- ونسا هاجنز در نقش تارا، باریستا
- مایکل کاسیدی در نقش مایک، دامپزشک
- جون باس در نقش گرت، او مدیر پناهگاه سگ‌ها است.
- نینا دوبرو در نقش الیزابت، مجری یک برنامه صبحگاهی
- تون بل در نقش جیمی، ورزشکار
- آدام پالی در نقش داکس، نوازنده
- جسیکا سنت کلیر در نقش روث، خواهر باردار داکس
- توماس لنون در نقش گرگ، همسر روث
- فین ولفهارد در نقش تایلر، پسر تحویل‌دهنده پیتزا
- اوا لونگوریا در نقش گریس، همسر کورت
- راب کوردری در نقش کورت، همسر گریس
- دیوید وین در نقش واکی، دلقک
- رایان هانسن در نقش پیتر، دوست‌پسر الیزابت